# Beatmania IIDX

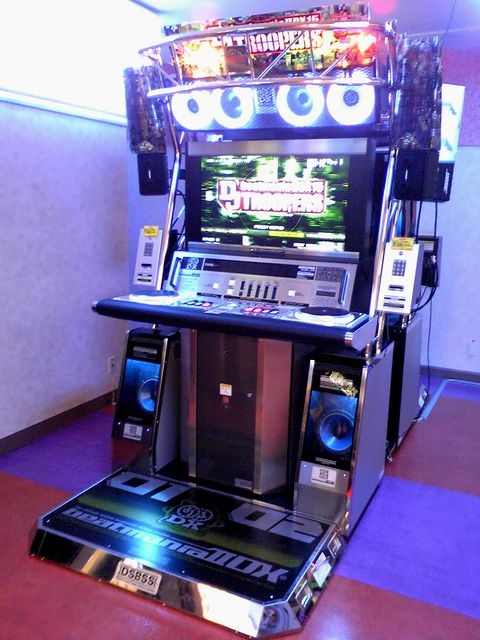
beatmania IIDXの筐体（37インチ液晶フラットモニター筐体）
写真は撮影当時稼働中のDJ TROOPERSで、当時はスロット式カードリーダーにe-amusement passを差し込んで認証した。

『beatmania IIDX』(ビートマニア ツーディーエックス) は1999年（平成11年）からコナミ（2006年（平成18年）3月から2016年（平成28年）10月までコナミデジタルエンタテインメントが継承、2016年（平成28年）11月からコナミアミューズメントが再継承）が稼働しているDJシミュレーションの音楽ゲーム。本シリーズは『BEMANIシリーズ』の第2作目であり、IIDX、弐寺という略称で知られている。
本シリーズの基本操作は『beatmania』シリーズとほぼ同じだが、同シリーズの操作デバイスのボタンが5つだったのに対し、本作はこれよりも2つ多い7つであり、ボタン数にちなんで7鍵とも呼ばれている。
前身に当たる『beatmania』が既にシリーズを完結したため、現在では「beatmania」「ビーマニ」と呼んでも本シリーズを指すことがある。なお当初は「beatmania II」がシリーズタイトルであり、「DX」は筐体のバージョンという位置づけであった（詳細は後述）。
シリーズ共通のキャッチフレーズは、1st styleから4th styleまでは「The next generation beatmania deluxe version.」、5th style以降は「The ultimate system beatmania deluxe version.」。バージョンによってはこの共通キャッチフレーズを冠していないものもある。
また、本シリーズのうち、3rd styleからEMPRESSまではPlayStation 2にも移植されている。

## 音楽
『beatmania』のアンダーグラウンド的なアプローチとの差別化を図るために、メロディアスできらびやかな音楽が特徴である。
中期はハウスやトランス、ユーロビートなどの楽曲を多く収録している傾向にある。また、近年ではハッピーハードコアやガバなどのハードコアテクノが多く収録されるようになっている。
1st styleこと、シリーズ第一作である『beatmania IIDX』では新曲に加え、beatmaniaシリーズの一部楽曲が移植されていた。

## 筐体概要
設置されている店舗により異なる場合もあるが、以下では一般的な筐体について記述する。
『beatmania IIDX』のアーケード版筐体は2人分の操作デバイス、エフェクターデバイス、ワイドディスプレイ、メインスピーカー、サイドスピーカー、照明、ボディソニック機能を備えた床部（スタンド或いはステップとも）、カードリーダー（9th style以降）、カメラ（CANNON BALLERS以降）等によって構成されている。
操作デバイスは7つのボタン（鍵盤）とターンテーブル、STARTボタンから成り、左右に2人分存在する。基本的に前身の『beatmania』に準ずるものだが鍵盤の配置間隔、ターンテーブルの配置位置が異なる。特にターンテーブルは1Pが左部、2Pが右部に設置されている関係により、プレーサイドによって同一の譜面であってもプレー感覚が大幅に変わる。

### 従来筐体

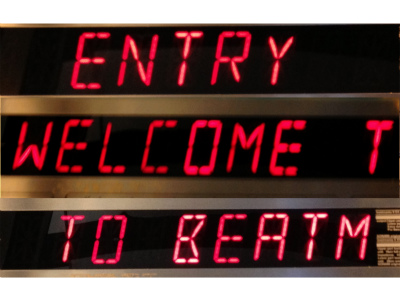
マーキー領域

1st styleからRootageまでの間にマイナーチェンジを重ねてきた筐体で、デザインは共通仕様となっている。また筐体は製造・出荷された時期によって通称が付けられることもあり、特にビッグマイナーチェンジが施された10th style以降にその傾向が目立つ。全ての従来筐体は平成と令和を跨ぎ、初代筐体は平成時代の20世紀と21世紀を跨いだ。

### LIGHTNING MODEL
2019年（令和元年）12月16日より、新筐体である「LIGHTNING MODEL」が順次稼働開始。フルモデルチェンジはこの筐体が初めてとなり、まさに令和という新時代の到来を象徴するIIDX筐体となった。音響工学に基づいた筐体設計となっており、従来筐体では味わえない臨場感溢れるプレイができるようになっている。

### 家庭用

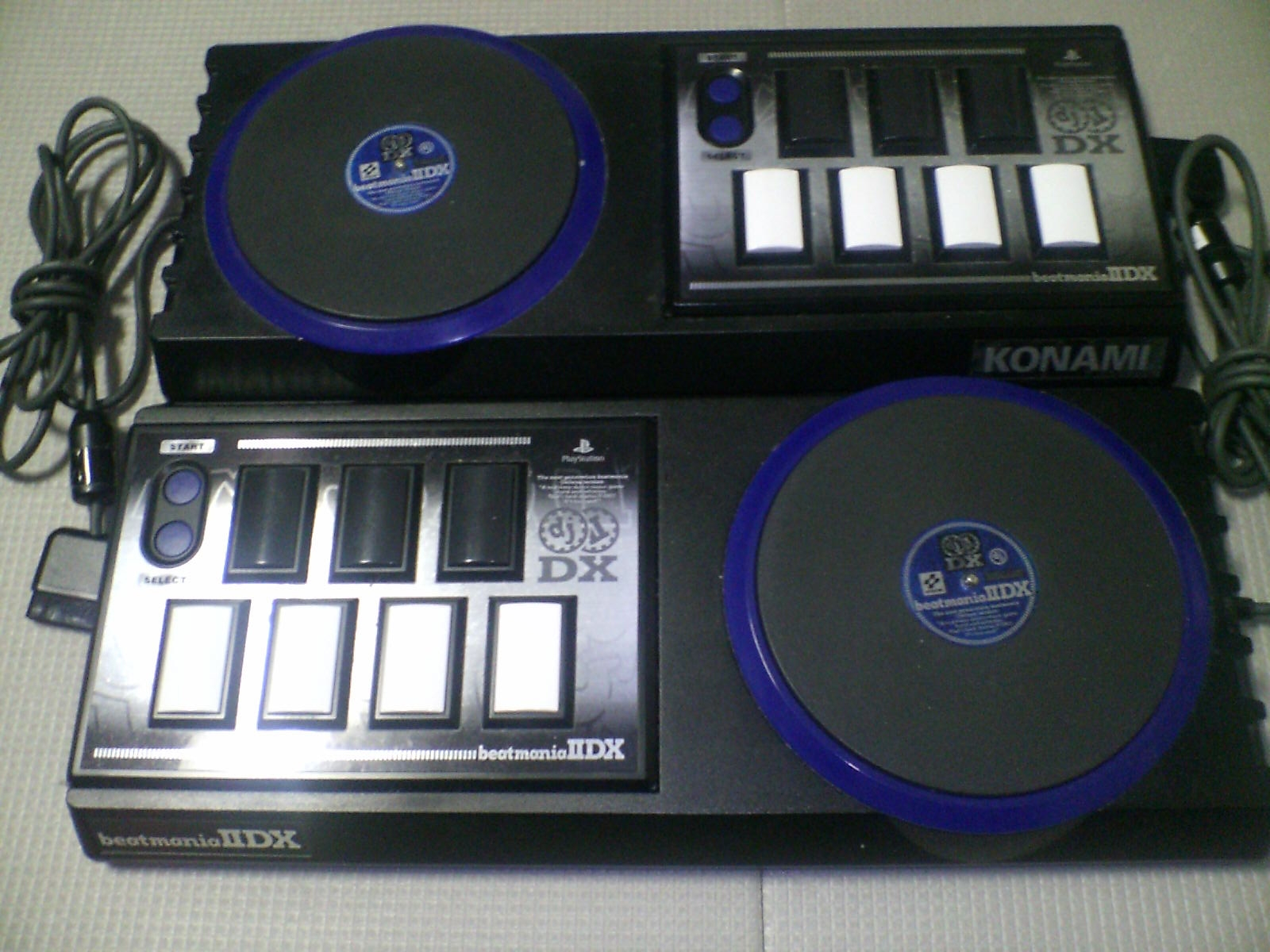
家庭用のコントローラ。上が1P配置、下が2P配置

PlayStation 2用ビデオゲームとして発売されている。専用コントローラも用意されており、キー部分のユニットを取り外し回転させて接続することで両プレーサイドに対応している。アーケード版の操作デバイスに比べるとキー間隔・サイズ・ターンテーブルの高さなどに多少の差異がある。よりアーケード版に近いプレー感覚を求めるプレーヤーのために、実寸に忠実なサイズで作られたコナミ製の「アーケードスタイルコントローラ」や主に中国で制作されている個人製作コントローラなども販売されている。
2009年（平成21年）10月15日に発売された『beatmania IIDX 16 EMPRESS+PREMIUM BEST』をもって家庭用PS2版での発売は終了した。
2015年（平成27年）9月2日にてKONAMIのe-AMUSEMENT CLOUD（現在のコナステ、自宅にいながらアーケードゲームが遊べるサービス）にて、SIRIUSの内容が入ったbeatmania IIDX INFINITASが発表、すでにサービス開始している麻雀格闘倶楽部や天下一将棋会と違い、こちらは家庭用扱いになっている。

## 基本ルール
操作デバイスの違いを除き、基本的に原作の『beatmania』に準ずる。判定・2種のグルーブゲージなどの扱いもほぼ同じだが、本シリーズは判定・ゲージ増減等が比較的緩やかに設定される傾向にある（減少型グルーブゲージでGREATの数に応じゲージが回復する、など）。

### 特殊なノート
チャージノート（CN）
SIRIUSから登場。
オブジェの始点でボタンを押した後、終点までボタンを押し続け、終点でボタンを放さなければならない。判定はオブジェの始点と終点の二回行われる。終点でボタンを放さないとミスになる。
バックスピンスクラッチ（BSS）
SIRIUSから登場。チャージノートのスクラッチ版で、判定はチャージノートと同様。
オブジェの始点でスクラッチ操作を行った後、終点まで最初にスクラッチ操作を行った方向にターンテーブルを回し続け、さらに終点と同時に回転させていた方向と逆方向にスクラッチを行わなければならない。
ヘルチャージノート（HCN）
copulaから登場。
チャージノートの長さに比例したグルーブゲージ増減仕様が加わったノートで、鍵盤を押している間はグルーブゲージが増加し続け、押していない間は減少し続ける。一度鍵盤を離しても、再び鍵盤を押すことでグルーブゲージを増加させることができる（但しコンボは途切れたままとなり、スコアも得られない）。
BSSのヘルチャージノート（ヘルバックスピンスクラッチ・HBSS）も存在する。
マルチスピンスクラッチ（MSS）
CastHourから登場。複数のマルチスピンスクラッチが繋がった状態でレーンに落ちてくる。
オブジェの始点からターンテーブルを回し続け、中間と同時に回転させていた方向と逆方向に回し続け、最後に終点と同時に回転させていた方向と逆方向にスクラッチを行わなければならない（例えば、最初のスクラッチを右に回転させた場合は、中間まで右回転させ続け、中間で左回転させ続けたら終点で右回転させる）。ノーツには「m」のような水色の印が入っている。
途中のバックスピンスクラッチ中に回転を止めてしまった場合でも、次の中間ノーツから復帰することができる。

### クリア評価
いくつかの評価基準が存在するが、いずれも基本的に正確にプレーするほど高い評価を受ける。
ステージクリア・失敗
各プレーごとに判定。グルーブゲージの残量で判定され、曲終了時にゲージがレッドゾーンにあればクリア、それ未満に留まっていたら失敗。また、全てレッドゾーンあるいはイエローゾーンだが途中で0%になると曲が強制終了となり、クリア失敗となる「減少型」に分けられる。
7th style以降（9th styleを除く）では通常型のゲージで見逃しPOORを連続して50回出すとゲームそのものを放置した或いはプレー中の曲を放棄したものとして見做し、曲の途中でも強制終了となる。
スコア
各プレーごとに判定するほか、その回のプレーを通してのものも計上される。beatmania時代から使われている20万点スコア方式と、PERFECT GREATを2点・GREATを1点、GOOD以下は0点とする方式（EX SCORE）が存在。SPADAから前者はほぼ形骸化し、後者がスコアグラフ表示で使用されるなど重要視されている。そしてBISTROVERからは後者が完全に主流となり、前者は正式に廃止された。
クリア状況
個人データを使用している際に選曲画面やデータ管理ページ・モードなどで表示されるもの。クリアの合否のほか、フルコンボ達成やオプション使用によるクリアなども反映される。
DJ LEVEL
1プレー総合成績は初期からResort Anthemまで、曲単位では6th style以降に実装。現在は前述のEX SCOREの達成割合によりAAA,AA,A,B,C,D,E,Fの8段階で判定されている。これも選曲時やデータ管理において確認が可能。
DJ POINT
10th styleより導入された概念。プレーヤーのプレー達成度を測る指標になる。
今までにプレーした曲全てのEX SCORE及びDJ LEVEL、ならびにクリアした状況（フルコンボ〜クリア失敗・未プレー）を元に算出される。プレーした曲の難易度毎の成績を総合して計算され、それらのうち最も高い値がそのプレーヤーのポイントとなる。ポイントはシングルプレー・ダブルプレー別に算出。

## モード解説
ゲームをスタートするとエントリー画面（カード認証の有無を選択）を経てゲームモードを選択し、プレーモードに応じた料金を支払う（DistorteDからRootageまでのアーケード版はゲームモード選択の前にプレースタイルを選択する。

### プレースタイル
Resort Anthem以前のアーケード版、家庭用では「プレーモード」と表記されている。ここではLincle以降の「プレースタイル」で統一する。
SINGLE PLAY 人数：1〜2人
入力デバイスのうち1人あたり片側半分、すなわち7つの鍵盤と1つのターンテーブルを使用するスタイルである。使用するサイドはカード使用時はカードを認証した側、カード未使用時はSTARTボタンを押した側。SPADA以降は後述するダブルプレーといつでも切り替え可能。
2人で同時にプレーする場合は、後述する「BATTLE」オプションが適用された状態で、シングルプレーの譜面を両側それぞれでプレーする。アーケード版SPADA以降は互いに違う譜面難度を選ぶことが可能（難度で曲調が変化するものは不可）。プレーリザルト時にスコア（Lincle以前のSTANDARDは20万点方式・EXPERTはEXスコア）に応じ勝敗が判定される。
2P PLAY 人数：2人
Resort Anthemまでのスタイルで、BATTLEオプション未使用時はダブルプレーの譜面を左右に分割して2人でプレーするスタイルが用意されている。これを「COUPLE PLAY」とも呼ぶこともある。Lincle以降はどのモードでもBATTLEオプションが強制的に適用される上に解除不可能となったため、現在ではResort Anthem以前の旧作、並びにPS2版限定のプレースタイルと化している。
DOUBLE PLAY（DP） 人数：1人
入力デバイスの全て、すなわち14個の鍵盤と2つのターンテーブルを1人でプレーするモード。基本的には1クレジットではFREEと段位認定のみが選択でき、2クレジット分の料金により全てのメニューが選択できるようになる。ただしダブルプレーは上級者のプレーするゲームモードであり、初心者を対象としたモード（TUTORIAL・BEGINNER）やBEGINNER譜面は存在しない。
ダブルプレーは1人用であり、2人以上でプレーする（一般的には「和尚」と呼ばれる）ことはルール違反である。

### プレーモード（スタンダードプレーとプレミアムプレー）
以下の記述は、基本的に「アーケード版の最新作（現在はPinky Crush）」を基準とする。支払い方法に応じて以下の差別化が図られている。
スタンダードプレー（クレジットプレー、PASELIスタンダードプレー）
- EXTRA STAGE進出不可。
- 「DJ VIP PASS」各種はクレジットプレーでは使用不可、PASELIスタンダードプレーでは使用可能。

PASELIプレミアムプレー
- Vディスクが毎回7枚チャージされる。このVディスクをSTANDARDで使用することによって様々な特典が受けられる。
- EXTRA STAGEがプレー可能。FINAL STAGEをクリアして且つ条件を満たした場合にはVディスクの消費ナシで、FINAL STAGEをクリアするも条件を満たしていない場合は自動的にVディスク7枚が消費され、それぞれEXTRA STAGEに進出可能。
- 『LEGGENDARIA』フォルダが出現。Vディスク1枚消費でプレー可能。
- クリアに失敗しても、Vディスク6枚消費でプレーを継続可能。

ベーシックコースの契約に加えてプレミアムコースを契約することで、プラチナメンバーズカード機能の登録が可能になり、以下の特典を受けられる。
- Vディスクが7枚から10枚にチャージされる。
- PREMIUM FREEでクイックリトライ機能が使用可能。

### ノーツレーダー
HEROIC VERSEで実装。『Dance Dance Revolution』シリーズのグルーブレーダーのように、譜面傾向を6項目のレーダーで可視化する。各譜面のノーツレーダーは6角形で表示され、選曲画面上で確認することが可能。
レーダーの色は選択した難易度の色（ANOTHER譜面→赤色、LEGGENDARIA譜面→赤紫色）になる。
一番数値の高い項目には星のマークがついている（複数該当する場合は対象全てにつく）。
ノーツレーダーで値が0の項目は色が暗くなる。
| 名称    | パラメーター概要                   |
| ------- | ---------------------------------- |
| NOTES   | 楽曲の長さに対する総ノーツ数の多さ |
| PEAK    | ノーツ数の瞬間密度                 |
| SCRATCH | 楽曲の長さに対するスクラッチの多さ |
| CHARGE  | CNやBSSの難しさ                    |
| CHORD   | 同時押しの難しさ                   |
| SOF-LAN | BPM変化に対するノーツの難しさ      |

- ノーツレーダーに近いものは7th style～8th styleの段位認定総合リザルトに存在していた。
- 当時から残っているのは「同時押し」「スクラッチ」の2項目のみで、「連打」「階段」「混合フレーズ」「総合」の4項目が撤廃されている。

### ゲームモード
稼働開始当初は選択できるモードが少なく、後にアップデートでモードが追加されるのが慣例となっている。いずれも最終ステージ（FINAL STAGE、EXTRA STAGE、ONE MORE EXTRA STAGEのいずれか）のプレー終了後は、ステージリザルトの閲覧終了を以ってゲーム終了となる。
STEP UP
グルーブゲージタイプ：通常型（HARD, EX HARDオプション適用時は減少型）
Lincleで新たに設置されたモード。指定された曲をクリアしゴールを目指す。シングルプレー・ダブルプレーのいずれのモードでも選択可能で、プレー結果に応じて難易度が昇降するため、初級者から上級者まで幅広いレベルのプレーヤーが遊べるようになっている。
プレーヤーは分身であるクプロとなり、ステージごとに課題曲をクリアすることで獲得できる手形（Lincle）やスタンプ（tricoro）を3つ集めたり、ゲージ（SPADA以降）をゼロまで削ったり、MAXまで貯めたり（タイトルによって仕様は異なる）する事でゲームが進む（同じくタイトルにもよるが、ゲーム内ストーリーと連動する場合はストーリーも進む）。
STANDARD
グルーブゲージタイプ：通常型（HARD, EX HARDオプション適用時は減少型）
標準的なモード。選曲リストから任意の曲・譜面を選択し、クリアを目指す。LEVEL5以下限定2曲保証により、1ST STAGEでLEVEL 5以下の譜面を選ぶとクリア出来なくても次のステージに進むことができる。アーケード版SPADA以降は前述の通り、スタンダードプレーでは3ステージでゲーム終了となるが、プレミアムプレーでは条件を満たすことで追加ステージ（EXTRA STAGE、ONE MORE EXTRA STAGE）に突入する。
PASELIスタンダード・PASELIプレミアムのいずれかでプレーする際、追加PASELIを支払うことで以下の特典を持った「DJ VIP PASS」が適用される。
DJ VIP PASS GOLD
クリアの可否にかかわらず、3曲プレー保障となる。
DJ VIP PASS PLATINUM
GOLDの特典に加え、1ST STAGEから全難易度選曲可能。
DJ VIP PASS BLACK
PLATINUMの特典に加え、遊ぶことができる楽曲を全て選べる上、同じ楽曲を何度も選曲可能。この項目のみ、Vディスクが100枚貯まった状態で発動することができる。
FINAL STAGEでレベルを問わずに、EXTRA STAGE進出などの特典も追加されている。
INFINITASはステージ数の制限を撤廃。最初から最後まで常時EXTRA STAGE扱いとなる。
CLASS（段位認定）
グルーブゲージタイプ：減少型
7th style以降で追加されたモード。腕前に合わせて七級（PENDUALまではダブルプレーの下限は五級）〜一級・初段〜十段・中伝（copulaより登場）・皆伝（DistorteDより登場）が用意されており、それぞれ規定の4曲（PENDUALまではダブルプレーは3曲）からなるコースに挑戦するモード。新作稼動開始直後では八段までしか選べず、後に行われるアップデートで九段と十段、中伝と皆伝がそれぞれ追加されるのが慣例。減少型グルーブゲージを曲間で持ち越し、最終ステージまで0%にせずに完走出来たら合格。
永世段位(HEROIC VERSE) / 段位認定 -極-(BISTROVER以降)
LIGHTNING MODEL筐体限定の段位。
挑戦回数に応じたプレーオプションで段位コースに挑戦し、3回連続でクリアを目指すモード。
通常の段位認定で既に合格した段位のみ挑戦可能。
ゲージの減少幅は1回目挑戦時1.00倍(通常段位と同等)、2回目挑戦時1.25倍、3回目挑戦時1.50倍と増えていく。
また、2回目以降の挑戦はその前の回での達成率がゲージ上限となる（例として1回目に達成率80%で合格した場合、2回目挑戦時のグルーブゲージの上限は80%で開始。）
挑戦段位選択画面でテンキーの1を押すと、段位のモードを切替可能。
PREMIUM FREE
グルーブゲージタイプ：通常型（HARD, EX HARDオプション適用時は減少型）
Resort Anthemより追加された電子マネーPASELI専用のFREEモード。通常のFREEモードが2曲制限なのに対し、こちらは時間貸し切り制なのが特徴。設置した店舗が予め設定した3つの持ち時間から選択し、その時間を使い切るまで何曲でも自由にプレーできる。
Pinky Crush以降はFREEモードの廃止に伴い、4分設定の本モードがクレジットでも選択できるようになっている。
ARENA
グルーブゲージタイプ：通常型（HARD, EX HARDオプション適用時は減少型）
CANNON BALLERS稼働中期に追加されたモード。4人の選曲した楽曲を同時にプレーし勝敗を決めるリアルタイム対戦モード。The 7th KONAMI Arcade Championshipで先行実装して以来、KAC終了後に実装されるのが慣例。
1人プレー限定（2人プレー時は出現しない）で、シングルプレー・ダブルプレーどちらでも参加可能。
4人が選択した曲を4人同時に続けてプレーし、各曲ごとにEXスコアの順位でポイントを算出し、合計ポイントで競う。
不定期に開催されるオンラインバトル（非開催時は選択不可）と、常時選択可能なローカルバトル（複数人プレーする場合は人数分の筐体が必要）の2種類がある。
EPOLISからはオンラインバトルに特殊ルールが追加され、譜面の傾向を示す上記の「ノーツレーダー」のジャンルから選択する「ノーツレーダーピック」、ゲージ減少の起こる判定でスコアでなく持ち点が減り、その多さを競う「ミスカウント」の二種類の特殊ルールが登場した。
BPL BATTLE
グルーブゲージタイプ：通常型（HARD, EX HARDオプション適用時は減少型）
BISTROVER稼働中期に追加されたモード。BEMANI PRO LEAGUEで利用されているモードを一般開放したもので、ARENAモードを2人用にしたものに近い。
1人プレー限定（2人プレー時は出現しない）で、シングルプレー・ダブルプレーどちらでも参加可能。
8ケタのパスワードを用いるオンラインのパスワードマッチと、店舗内でマッチングするローカルバトル（2人分の筐体が必要）の2種類がある。
BEMANI PRO LEAGUE beatmania IIDX部門のドラフト後に解放されることが慣例だが、CastHour以降(RESIDENTを除き)非公式大会用としてEVENTモード時に出現するようになっている。
以下はアーケード版旧作及び家庭用のモードである。
LIGHT7/LIGHT14
グルーブゲージタイプ：通常型（HARDオプション適用時は減少型）
3rd styleから登場のデフォルト表示及び難易度別ソートの基準がLIGHT7のモード。曲選択時にVEFXボタンを押しながら決定することで7KEYS譜面をプレーすることも可能。
7KEYS/14KEYS
グルーブゲージタイプ：通常型（HARDオプション適用時は減少型）
デフォルト表示及び難易度別ソートの基準が7KEYSで、IIDX RED以前の旧作では標準のプレーモード。EFFECT・VEFXボタンを押しながら決定することでそれぞれLIGHT7・ANOTHER譜面のプレーも可能（家庭用ではSELECTボタンで譜面種別の表示（3rd style〜5th style）またはトグル（6th style以降））。

FREE / FREE PLUS
グルーブゲージタイプ：通常型（HARD, EX HARDオプション適用時は減少型）
基本的にはSTANDARD同様だが、全曲選曲可・クリアの可否にかかわらず2曲プレー保障となる。Lincle以降、2人でプレーする場合は3曲プレー保障のFREE PLUSモード（CANNON BALLERS以降のゲーム内表記はFREE+）となる。
Pinky CrushからPREMIUM FREEへの統一が行われた。

HAZARD
グルーブゲージタイプ：減少型（コンボが切れた瞬間にSTAGE FAILED）
アーケード版EMPRESSより追加されたモード。FREEモードを選択後、黒鍵全押しで出現する。演奏中にコンボが切れた（即ちBADまたは見逃しPOORを出して「COMBO BREAK」が一度でも発生した）その瞬間にFAILED・クリア失敗になる、フルコンボでしかクリア出来ない上級者向けモード。クリアの可否にかかわらず4曲プレー保障。
Pinky CrushでFREEモードとともに廃止された。

EXPERT
グルーブゲージタイプ：減少型
テーマに合わせて作られたコースを選択し、決められた曲順で続けてプレーするモード。減少型グルーブゲージを曲間で持ち越し、最終ステージまで0%にせずに完走出来たらクリアとなる。但し途中で0%となったらその時点で終了。
ARCADE MODE
グルーブゲージタイプ：通常型（HARDオプション適用時は減少型）
家庭用8th styleからLIGHT7/LIGHT14と7KEYS/14KEYSがこちらのモードに統一された。現在のSTANDARDに対応するモード。

SURVIVAL MODE（家庭用4th style、5th styleのみ）
グルーブゲージタイプ：減少型
そのバージョンに収録される全楽曲を決められた順に全てプレーする。基本的なルールはEXPERTと同じだが、5面毎に休憩画面が入る。

DRILL MODE（家庭用5th style、6th styleのみ）
グルーブゲージタイプ：課題による
「180000点以上でクリア」といったような課題をクリアしていくモード。beatmania IIDXをプレーする上で必要なテクニックを身につけていくための「基本編」「応用編」と特殊な状況下や特殊なクリア条件を課せられる「特別編」の3つから成り立っている。

MASTER'S MODE（家庭用7th styleのみ）
グルーブゲージタイプ：減少型（増減幅大きめ、回復アイテム・最大値増加あり）
自分でプレー曲順を選択できるSURVIVAL。相違点は
面クリアごとにゲージの最大値が2%増加する（最高198%まで）
途中経過をセーブできる
選曲を間違った場合、STARTボタンを長押しで直前の選曲画面に戻れる（ペナルティなし）
グルーブゲージが0%になった場合、即座にMAXに回復する回復アイテムがある
ステージクリアごとにリザルトが見られる
TRAINING
グルーブゲージタイプ：任意
練習に特化したモード。曲自体のスピードを変えたり、一部の小節だけをプレーしたりすることができる。

TUTORIAL
グルーブゲージタイプ：通常型
初めてプレーするプレーヤーを主眼とした、プレーの基本を学ぶモード。SINGLE PLAYのみ。

BEGINNER
グルーブゲージタイプ：通常型（増減・レッドゾーンの量に差異あり）
簡単な譜面が用意された初心者向けのモード。シングルプレーのみ。

PARTY（SIRIUS）・STORY（Resort Anthem）
グルーブゲージタイプ：通常型
初心者〜中級者の上達のサポートを目的としたモード。GOLIデザインのキャラクターたちがDJをするという設定でストーリーが進行する。

LEAGUE（e-AMUSEMENT未接続・e-AMUSEMENT PASS未使用・段位未取得時は選択不可）
グルーブゲージタイプ：通常型（HARDオプション適用時は減少型）
SIRIUS・Resort Anthemで追加された全国のプレーヤーと腕を競い合うことが出来るモード。

## 譜面と難度指標

### 譜面タイプ
演奏する楽曲には難度の異なる複数の譜面が用意されている。NORMAL、HYPER、ANOTHERの3つの譜面タイプが主に使われる。それぞれ青・黄・赤で色分けされている。
NORMAL
HAPPY SKYからの呼称。IIDX REDまでのLIGHT7/LIGHT14に相当する。
HYPER
HAPPY SKYからの呼称。IIDX REDまでの7KEYS/14KEYSに相当する。
ANOTHER
HYPERの上位に位置する譜面タイプ。単純に高難度化した譜面の他、曲調や曲名が変化する楽曲もある。
BEGINNER
BEGINNERモード専用に作られた譜面タイプ（Lincle以後はSTEP UPモードへ統合）。易・普・難の3段階の難易度が設定されていたが、copula以降は前述の各譜面と同様、1・2・3と数字表記に変更された。
黒ANOTHER
家庭用DJ TROOPERS、家庭用EMPRESSにて登場した、ANOTHERのさらに上位に位置する譜面タイプ。対応曲のANOTHERをクリアするか、段位認定モードでプレーすることでFREEモードでのプレーが可能になる。
LEGGENDARIA
HEROIC VERSEで登場した譜面タイプ。
元々はSPADAのEXTRA STAGE専用曲である「Spada†leggendaria」楽曲に、上記の黒ANOTHER譜面にあたる専用譜面（通称：LEGGENDARIA譜面）が別曲として用意されていたもの。
HEROIC VERSEでは、これらの譜面が全てLEGGENDARIA譜面として正式に昇格したため、「†LEGGENDARIA」や「†」の表記は削除された。
HCN.Ver
copulaより収録された先行と同じ楽曲のHCNバージョン。これもDJ POINTの計算上は別曲の扱い。隠し曲扱いでNORMAL、HYPER、ANOTHERの譜面が存在する。CANNON BALLERSで削除された。

### 譜面難度
各譜面の難度は数値で表現され、数値が高いほど難しい譜面であることを示す。現在は12段階。
難易度の段階は譜面難度の上限が上がるにつれ何度か見直されており、5段階→7段階（2nd style以降）→7段階（5th style以降）→7+1段階（6th style以降）→8段階（10th style）→8+1段階（IIDX RED）と上限が引き上げられていった。HAPPY SKYにおいて、それまでの基準を踏まえたうえで12段階となり現在に至っている。またこの際、従来は難易度の設定がHYPER譜面と同じになっていたANOTHER譜面についても難易度が設定された（家庭用ではIIDX REDにてANOTHER譜面にも8+1段階の難易度標記が実装された）。

### CLEAR RATE / FULL COMBO RATE
アーケード版のみ表示される指標。e-AMUSEMENTを使用した全プレーの通算クリア率を表示する。copula以前のFULL COMBO RATEはHAZARDモードでCLEAR RATEの代わりに表示されており、SINOBUZでFULL COMBO RATEは全てのモードでCLEAR RATEと同時に表示されるようになった。
Pinky CrushではデフォルトでCLEAR RATEのみが表示されるようになり、テンキーの5を押すことでFULL COMBO RATEとの表示を切り替える仕様になっている。

## オプション
beatmania IIDXで使用可能なオプションやそれに関連するシステム事項その他を紹介する。
選曲中などの特定の画面でSTARTボタンを押しながら鍵盤やターンテーブルを操作することでプレーオプションが変更できる。

### Rootage以降のオプション
STYLEオプション
RANDOM
スクラッチを除く落下オブジェをレーン（鍵盤）単位でシャッフルする。
S-RANDOM
アーケード版HAPPY SKYより実装。スクラッチを除く落下オブジェをノート単位でシャッフルする。
R-RANDOM
PENDUALより実装。スクラッチを除く落下オブジェを正規譜面もしくはMIRROR譜面を1レーンずつずらしたレーン配置の中から配置が選ばれる。
MIRROR
オブジェの落下位置について1鍵と7鍵、2鍵と6鍵、3鍵と5鍵を入れ替える。4鍵及びスクラッチは変わらない。
SYNCHRONIZE RANDOM（ダブルプレーでBATTLEオプションを使用した時のみ設定可能）
左右の譜面をランダムで左右同じ配置にする。
SYMMETRY RANDOM（ダブルプレーでBATTLEオプションを使用した時のみ設定可能）
左右の譜面をランダムでシンメトリー配置にする。
FLIPオプション（ダブルプレー専用の為、シングルプレー時は設定不可）
FLIP（ダブルプレー）
ダブルプレー時に、左右の譜面を入れ替える。STYLEオプション・ASSISTオプションを同時に設定していた場合は入れ替わった後に反映される。
GAUGEオプション
どのゲージオプションも使用せずにプレーした場合のクリアランプは、クリアすれば青点灯、失敗すると赤点滅（Rootageまでは譜面難易度の色の点滅）となる。またゲージオプションの使用可否を問わず、フルコンボを達成した場合には「FULLCOMBO CLEAR」となる。
プレー開始時のグルーブゲージはASSISTED EASY・EASY・通常は22%、HARD・EX HARDは100%から始まる。
ASSISTED EASY
copulaより実装。ゲージ減少・増加率はEASYと変わらないが、クリアボーダーが60%となっている。これを使用してクリアすると、後述するASSISTオプションを使用した場合と同様「ASSIST CLEAR」となり、紫色のクリアランプが点灯する。
copula以降のEXPERTモードでは使用不可。
EASY
ゲージ減少量が通常ゲージの80%に抑えられている。EXPERTモードでは通常に比べゲージが減りにくく、増えやすくなる。これを使用してクリアすると「EASY CLEAR」となり、緑色のクリアランプが点灯する。
通常ゲージと同じで、1834ノーツを達すると、ゲージが回復しにくくなる仕組みがある。
PENDUAL以降のEXPERTモードでは使用不可。
HARD
減少幅が大きい赤色の減少型ゲージになり、ゲージが0%になったら即終了。但し通常ゲージやEASYゲージと異なり、ゲージが0%になることなく最後まで演奏できたらクリア扱いとなる。なお、グルーブゲージが30%以下の時には「30%補正」と呼ばれるゲージ減少率が緩くなる補正がかかる。これを使用してクリアすると「HARD CLEAR」となり、白色のクリアランプが点灯する。
EX HARD
Lincleより実装。減少幅が非常に大きい黄色の減少型ゲージになる（ゲージ全体も点滅する）。ゲージ回復はHARDと同じだが、減りは2倍になる上に、HARDと違って30%補正が掛からない。ゲージが0%になったら即終了。これを使用してクリアすると「EX HARD CLEAR」となり、クリアランプが黄色と赤色で交互に点灯する。
RANGEオプション
SUDDEN+
アーケード版HAPPY SKYより実装。譜面表示部上部からレーンカバーが表示される。表示位置を調節できるため、HI-SPEEDと同じく可視情報の調整に使われる場合が多い。
HIDDEN+
アーケード版HAPPY SKYより実装。譜面表示部底辺側から譜面を覆い隠すレーンカバーが表示される。演奏前や演奏中は任意に遮蔽開始位置を変えることが可能で、STARTボタンを押しながらターンテーブルを回すことで調整する。STARTボタンを素早く2回押すことでレーンカバーをなくすことも出来る。
SUD+ & HID+（HIDDEN+ + SUDDEN+）
上下のレーンカバーを同時に表示させることも可能。単体と同様に表示範囲を調整でき、完全に遮蔽することも可能。
LIFT
判定ラインをデフォルトより上の位置にずらして表示する。STARTボタンを押しながらターンテーブルを回すことで位置を調整できる。判定ラインを自分の目線に合わせることが可能となり、「LIFT & SUD+」でSUDDEN+と併用することもできる。
ASSISTオプション
どれか一つでも適用してクリアすると「ASSIST CLEAR」となり、紫色のクリアランプが点灯する（GOLD以降。DistorteD以前はEASY CLEARと同じ）。家庭用においては、ASSISTオプション使用時は一切の記録が行われない。
AUTO-SCRATCH
スクラッチを自動化する。スクラッチオブジェが緑色で表示され、スコア算出の対象外となる。5KEYSの場合と違い、ターンテーブルを操作すると対応した音が鳴る。スクラッチが存在しない曲に使用してもASSIST CLEARになる。
LEGACY NOTE
CN・BSS・HCNを無効にし、先頭ノートのみにする。MSSは始点ノートと中間ノートが通常のスクラッチに変換される。AUTO-SCRATCHや5KEYSと違い、CN・BSS・HCN・MSSが存在しない曲に使用してクリアしてもASSIST CLEARにはならず、これより上位のクリアランプが点灯する。
AUTO-SCRATCH + LEGACY
AUTO-SCRATCHとLEGACYを同時に適用する。
HI-SPEED
譜面の落下速度を早くする。同様の倍率でノートの縦間隔も広がるので打鍵タイミングは元のままであり、曲のテンポは変わらない。
Rootageではビギナーオプション適用時に限りオプション画面から変更することができるが、通常オプション適用時はtricoro以降と同様にオプション画面ではなく演奏画面でのみHI-SPEEDを変更することになる。STARTボタンを押しながら白鍵盤を1度押す毎に1段階減少、黒鍵盤を1度押す毎に1段階増加する。
アーケード版HAPPY SKY以前・家庭用10th style以前の各旧作は演奏中にHI-SPEEDの変更ができない。
HEROIC VERSEではRootageのハイスピードに正式名称「ノーマルハイスピード」を与え、これを10段階から20段階に拡張（厳密には細分化）。更にCANNON BALLERSまでは実倍率表示のものを「クラシックハイスピード」の名称で再実装された。切り替えにはe-amusementベーシックコースの加入が必須となる。
2023年から稼働を開始したEPOLISではクラシックハイスピードをベーシックコース加入なしで筐体内のオプションで自由に変更できるようになった。
クラシックハイスピード
CANNON BALLERSまでの標準的なハイスピードオプション。10段階用意されており、それぞれ落下速度を元の1.50/2.00/2.25/2.50/2.75/3.00/3.25/3.50/3.75/4.00倍にする。Lincleまでの表記はHI-SPEED 0.5から5.0まで0.5刻み、tricoro以降は実倍率表示となっている。
ノーマルハイスピード
Rootageからの標準的なハイスピードオプション。Rootageでは1から10までの単位表示、HEROIC VERSEでは1から20までの単位表示となっている。新作初プレー時は必ずこのハイスピードに設定されているので、前作で上記のクラシックハイスピードを使用していた場合や、後述のフローティングハイスピードから切り替えた場合には注意が必要。
フローティングハイスピード
tricoroで実装されたオプションで、譜面落下速度を0.50-10.00倍の範囲で0.01刻みで自由に調節できる。演奏画面でSTARTボタン＋EFFECTボタンで切り替えると、RANGEオプション非使用時はスクラッチで倍率を調節できるようになり、RANGEオプションを使用しているとフローティングハイスピードを有効化した時の「NOTES TIME」と呼ばれるノーツの表示時間（小数点以下3桁までの値が緑色の数字で表示される。名称が付いたのはRESIDENTから）に固定されるように倍率が自動調節される。鍵盤で調節する場合、Rootageまでは0.5刻み、HEROIC VERSEからは0.25刻みで調整される。
EXTRA OPTION
辻斬りバトル
Rootageで追加されたオプション。自身よりひとつ上の順位のスコアを記録したプレイヤーのスコアグラフが自動的にセットされ、その最終スコアを超えた時点で次の順位のプレーヤーに切り替わり、最終的に店舗内トップのスコアを目指すというもの。順位上昇回数がそのまま「辻斬り数」として蓄積される。テンキーの1を押すことで適用される。
SUB TARGET
HEROIC VERSEで実装。設定中のターゲットグラフのデータが存在しない場合に予備としてターゲットグラフを設定することができる。こちらもデータが存在しない場合は「NO DATA」となる。テンキーの2を押すことで適用される。
M-RAN
HEROIC VERSEで実装。2人プレー時にM-RANを有効にした上でRANDOM系オプションを使用すると、ランダムに譜面が配置された後にMIRRORが適用される。1P側、2P側それぞれ個別に設定することが可能。上記のSYMMETRY RANDOMの2人プレー版とも取れる。テンキーの6を押すことで適用される。
BATTLE
ダブルプレー時に使用可能。両サイド共にシングルプレーの譜面でプレーする。テンキーの7を押すことで適用される。LincleまではBATTLEオプションで独立していた。このオプションを使用した場合、スコア・クリアの記録は行われない。また、スコアグラフも表示できなくなる。Resort Anthemまでの2人でのシングルプレー時は、段位認定とEXPERTで必ず適用され、それ以外のモードでは自由に選択することが出来た。Lincle以降2人でのシングルプレー時は、全てのモードで強制的に適用される。
H-RAN（H-RANDOM）
家庭用では10th style以降、アーケードでもDJ TROOPERS以降の一部バージョンに実装。S-RANDOMと同時に適用すると16分以上の細かい縦連打が出ないようになる。このオプションを適用した場合は譜面の難易度が大きく変わり、ゲーム性が大きく損なわれてしまう関係上スコア・クリアタイプの記録は行われず、「NO PLAY」の状態からプレーした場合はNO PLAYのまま、過去にH-RANを使用せずにプレーしたことがある場合は最後にプレーした時のスコア・クリアの記録のままとなる。テンキーの8を押すことで適用される。
EXPAND-JUDGE
PENDUALから実装。PERFECT GREAT、GREATの判定領域を通常時の4倍に拡大する。このオプションを適用した場合、H-RAN適用時以上に高得点への難易度を大きく下げてしまうため、スコア・クリアタイプの記録は行われず、「NO PLAY」の状態からプレーした場合はNO PLAYのまま、過去にEXPAND-JUDGEを使用せずにプレーしたことがある場合は最後にプレーした時のスコア・クリアの記録のままとなる。テンキーの9を押すことで適用される。段位認定モード、HAZARDモードでは使用できない。

### INFINITAS専用オプション
以下の記述はINFINITASのみで使用できるオプション。
ASSISTオプション
5KEYS
7つある鍵盤の内、右側の2つを自動化する。自動化された鍵盤は見えなくなり、スコア算出の対象外となる。適用時にSW6を長押しすることで左側の2つを自動にすることもできる。以前はプレーモードの1つであったが、プレーオプションの1つとなっている。アーケード版ではCANNON BALLERS以前の作品で使用できたオプションで、Rootageで廃止されてからは事実上INFINITAS専用オプションと化している。これを使用してクリアすると「ASSIST CLEAR」となる。
KEY ASSIST
同時押し可能数が少ない一般キーボード・同時押し数に制限があるキーボード向けのASSISTオプション。3つ以上の同時押しを2つの同時押しで対応する。これを使用してクリアすると「ASSIST CLEAR」となる。
ANY KEY
タイミングが合っていればどのキーを押してもオブジェがあるレーンで押した判定となる。公式の「判定タイミングの調整確認などにご利用ください」との記載がある通り、文字通り判定タイミング調整確認専用オプションである。これを使用してクリアしてもプレーした楽曲のスコア・クリアの記録は行われず、「NO PLAY」の状態からプレーした場合はNO PLAYのまま、過去にANY KEYオプションを使用せずにプレーしたことがある場合は最後にプレーした時のスコア・クリアの記録のままとなる。ただしミッションの「MUSIC PLAY(プレー曲数)」「TOTAL PLAY(累計プレー曲数)」のみカウントされる。
関連システム
MOVIE表示
ゲーム中に画面の点滅が気になる場合などに楽曲ムービー表示をON/OFFできる機能。
キーボードオプション
キーボードを使用したプレーの場合、ゲームに使用するキー・鍵盤と、ターンテーブルの割り当てを変更するオプション。

## 登場キャラクター
本作では楽曲を演奏中、プレー画面中央（ダブルプレー時は左右2箇所ずつ）に曲に関連した実写映像、あるいはCGによるムービーが表示される。本項で詳述するキャラクターはこのムービーにおいて、あるいはムービーとは別に出力されるレイヤー画像、その他演奏終了後のリザルト画面や要所システム画像に登場する。
ゲーム雑誌「月刊アルカディア」に本作のキャラクターの設定が掲載され、イラストレーターのGOLIが手掛けたキャラクターは『ROOTS26』のタイトルで連載を持つようになり、フィギュア化やドラマCD化された。

### GYOによるキャラクター

#### キャラクターの設定
トラン（TRAN）
初出は『beatmania IIDX substream』の「THE EARTH LIGHT」。
当時は名前がついていなかったが、『beatmania IIDX 2nd style』の「Indigo Vision(full flavour hide around mix)」にて「トラン」と名付けられた。名前の由来はトランスから。
宇宙人の女の子で、その神秘性のため詳細な設定は特に考えられていないが、『pop'n music』にもゲスト出演した際に簡単なプロフィールが設定された。
「G2」や「ALIEN WORLD」ではトランそっくりの偽物（前者は不完全なクローン生物兵器、後者は謎の青い宇宙人が生み出した相手そっくりの生物になる不思議な液体金属）が登場し、後に『pop'n music 9』の「ABSOLUTE」にてギターを持った液体金属の偽トランが本物のトランになついている設定になった。
虎大和（とら やまと）
初出は『beatmania IIDX 4th style』。名前の由来はコンポーザーであるdj nagureoこと南雲玲生の名義の一つ、tiger yamatoから。
筑波 美夏（つくば みか）
初出は『beatmania IIDX 2ndstyle』。苗字の由来は茨城県にある筑波サーキットから。
20歳。元は汎用ムービーでスポット的に登場するキャラクターだったが『3rdstyle』にて楽曲「DYNAMITE RAVE」にムービーを付ける際「まさに爆走するイメージ。でもトランじゃ運転は無理」と言う理由で起用し、そこから今日の設定が生まれた。
『beatmania IIDX 7thstyle』よりキャンペーンガールという設定で優里、彩香音と共にスポーツカーで全国のロケーションを回っている。
北海道生まれ東京育ち。母方の祖父母、両親、2歳下の妹冬華と暮らす。東京都杉並区の実家から隣県の大学へ自動車通学をしている工学部の学生。独り暮らしをしないのは車で通うためである。成績は優秀でビーマニ自動車から企業奨励金を受けているが、それも愛車につぎ込むため。かつては高校3年の夏にバイクでの大事故を起こし大学への推薦が取り消されたが二次募集で入学した遠方の大学で哀愁をスピードに乗せて拭い去るかのような、ユーロビートをBGMにした自動車通学、そして優里との親交が今の原動力となっている。理論派ではあるが直感的でアグレッシブで、相手が速ければ自分も速くなるという走り屋としての顔を持つ。しかし将来の夢は変身ヒロインという意外な一面も。
英田 優里（あいだ ゆり）
初出は『beatmania IIDX 4thstyle』の「B4U」より。苗字の由来は岡山県にあるTIサーキット英田(現：岡山国際サーキット)から。
19歳。千葉県市川市在中。トラックドライバーの父、タクシードライバーの母、中古車販売業を営んでいた父方の祖父母と5人暮らし。幼い頃は両親が不在だったために祖父母の中古車店が遊び場で、車と切っては切れない関係の生活をしていた。小学生の頃はラジコンに夢中で全国大会に何度も入賞する程の腕前で、どちらかと言うと男の子の友達が多い方だった。県内の短大幼児教育学科に在籍。キャンペーンガールに選ばれるまでは都内の大型カー用品店でアルバイト（ちなみにキャンペーンガールをやってみようよと誘ったのは優里のほう）。バイト先の常連であった美夏に密かに好意を寄せ、挨拶代わりのカーバトルを仕掛けた後に意気投合。肌に合わなさそうな彩香音まで仲間に引き入れてしまう魅力を持っている。ドライビングセンスは高くソロのタイムアタックであればプロのレーサーも顔負けだが、逆に対人戦は苦手としている。
肥満を気にしており運動はするがその分食べる量が多いため、中々痩せられずにいるという。その為露出度の高い衣装を着用するのは、実は恥ずかしいという。
菅生 彩香音（すごう あかね）
初出は『beatmania IIDX 7thstyle』の「HEARTBEAT」より。苗字の由来は宮城県にあるスポーツランドSUGOから。
21歳。埼玉県出身。母親の経営する有名美容院の南青山店に勤務する美容師。自身もあまり熱が入らず、接客はイマイチだが腕は超一流。学生の2人とは違い仕事を持っている為、キャンペーンガールとしての活動はスポット参加。幼少の頃、両親が離婚。3歳上の兄は父と、彩香音は母と暮らすようになり。母親の美容院が軌道に乗って成功するまでは2人は苦労を重ねてきた。行動して覚えるタイプで勉強は苦手だが手先の器用さは一流で、優里に頼まれて作ったスクラッチモデルカーは専門誌で優勝した（賞品のミニカーは優里の手に）。荒っぽい性格で美夏と優里との出会いも自分から一方的に売った激しいカーバトルだったが、そのバトル後惜敗して消沈している彩香音を優里がキャンペーンガールに誘い今ではどちらも大親友として行動を共にしている（ちなみに、キャンペーンガールは3名枠で残り1名は2人に一任されていた）。意外にもIIDXの腕は高くSP九段DP十段となっている。車の運転はビーマニレーシングスクールで学んだ本格的なモータースポーツ仕込みのもので、総合力は高い。大手美容整形外科医院長兼レーシングチームオーナーである父と医学生兼レーサーの兄に、勝負を通して再開したいという夢を抱いている。
茂木 英美瑠（もてぎ えみる）
初出は『beatmania IIDX 11 IIDX RED』の『起承転結ムービー DRIVING MUSIC』より。苗字の由来は栃木県にあるツインリンクもてぎ（現・モビリティリゾートもてぎ）から。
『GuitarFreaks V4 Яock×Rock』&『DrumMania V4 Яock×Rock』にて茂木 英魅（もてぎ えみ）へ改名したが、『beatmania IIDX 18 ResortAnthem』で改名前の茂木 英美瑠（もてぎ えみる）へ変更された。
19歳。兵庫県神戸市在住。彩香音のビーマニレーシングスクール時代の同期生で、当時から最強のライバルだった。現役トップクラスのベテランレーサーである父と、元ラリーストの母を持つ。アルバイトをしながらプライベーターとしてレースやラリー等に参戦中。国際C級ライセンスを所持。亞希の父親が営むチューニングメーカーのブランド名である『THUNDER CLAP』の文字が妖しく胸に光っている。イレギュラー的な存在であり、『IIDX RED』以来登場していなかったが『ResortAnthem』で再登場した。
鈴鹿 亞希（すずか あき）
初出は『beatmania IIDX 11 IIDX RED』。苗字の由来は三重県にある鈴鹿サーキットから。
『GuitarFreaks V4 Яock×Rock』&『DrumMania V4 Яock×Rock』にて鈴鹿 亞瑞紗（すずか あずさ）へ改名したが、『beatmania IIDX 18 ResortAnthem』で改名前の鈴鹿 亞希（すずか あき）へ変更された。
19歳。大阪府大阪市在住の高等専門学生。英美瑠とは中学までが一緒の幼馴染で父親の経営するチューニングメーカーの腕を引き継ぐかのような実力を持っており、新進チューナーの兄と共に会社を継ぐべくドライビングも一流どころに手ほどきを受けている。
アクティ・アリエス（Acty Aries）
初出は『beatmania IIDX 9thstyle』の「ACT」。名前の由来は初出の楽曲名「ACT」、苗字の由来は作曲者RAM（山崎耕一）の直訳「雄羊」から連想される星座「牡羊座（Aries）」から。
羊の特殊能力を持つ改造人間。『beatmania IIDX 13 DistorteD』公式サイトのG2ARTにてアクティモデルのギターが公開された。『beatmania IIDX 17 SIRIUS』の「NEW SENSATION-もう、あなたしか見えない-」にて、「SUPER HEROINE 彩香-AYAKA-」名義でアイドルデビュー。
カナ
初出は『beatmania IIDX 2ndstyle』の「Hitch Hiker」。名前の由来は「地元では「カナちゃん」と勝手に呼ばれています（笑）」という質問のメールから。『HAPPY SKY』の「We are Disっ娘よっつ打ち命」で久々の復活を果たす。
トモ
初出は『beatmania IIDX 8thstyle』の「airflow」。名前の由来は作曲者の内田智之から。
嵐 舞子（あらし まいこ）
初出は『beatmania IIDX 3rdstyle』。モデルは荒木久美子。かつて全国の数多くのディスコのお立ち台を制覇した伝説のスーパークイーン。
ラムラ・踊子・ストーム（Ramla Yoko Storm）
初出は『beatmania IIDX 12 HAPPY SKY』の「We are Disっ娘よっつ打ち命」。嵐 舞子の遠い親戚。
尾羽張 剣（おばはり つるぎ）
初出は『beatmania IIDX 14 GOLD』の「Cyber Force」。白と緑のコスチューム。
布都 双刃（ふつ ふたば）
初出は『beatmania IIDX 14 GOLD』の「Cyber Force」。黒と紫のコスチューム。

### MAYAによるキャラクター
ここではMAYAこと高村真耶によるキャラクターについて解説する。

#### キャラクターの設定
キラー（Killer）
初出は『beatmania IIDX 11 IIDXRED』。名前はTatshの、dj killerという別名義に由来する。
18歳。作者によると、ひん曲がった性格だそうである。時の迷子。
「GENOCIDE」、「Xepher」、「The Dirty of Loudness」、「Bleeding Luv ～Immorality act～」「reunion」に登場。
ルルスス（Rursus）
初出は『beatmania IIDX 12 HAPPY SKY』の「Xepher」。名前の意味は「再び」。
12歳。年齢は初登場作のナンバリングに因んで設定されたもので、2012年現在『beatmania IIDX』シリーズのキャラクター中最年少のキャラクターである。
オロロージョ（Orologio）
初出は『beatmania IIDX 12 HAPPY SKY』の「Xepher」。名前の意味は「時計」。
18歳。
エクレメス（Eculemess）
初出は『beatmania IIDX 12 HAPPY SKY』の「Xepher」。名前の意味は「振り子」。
リヒト（Licht）
初出は『beatmania IIDX 12 HAPPY SKY』の「Xepher」。名前の意味は「光」。
時の番人。女性的な容姿だが、性別は男性である。作者によると、彼もひん曲がった性格だそうである。
「Xepher」のほか、「The Dirty of Loudness」、「Bleeding Luv ～Immorality act～」「reunion」にも登場。
ヴァニッシャー（Vanisher）
初出は『beatmania IIDX 13 DistorteD』の「Zenius -I- Vanisher」。
マザー（Mother）
初出は『beatmania IIDX 13 DistorteD』の「Zenius -I- Vanisher」。
エリジブル（Eligible）
初出は『beatmania IIDX 13 DistorteD』の「Zenius -I- Vanisher」。
ピラー（Pillar）
初出は『beatmania IIDX 13 DistorteD』の「Zenius -I- Vanisher」。
ここまでの9人にはMAYAの画集『MAYA TAKAMURA's Pieces puzzle』にて詳細なキャラクター設定が振られている。また楽曲「Xepher」と「Zenius -I- Vanisher」はストーリー上でつながりがある。
ノクス・カトルセ（Nox Catorce）
声：石田彰（zektbachセカンドアルバム豪華版付属のドラマCD）
初出は『beatmania IIDX 14 GOLD』のゼクトバッハ叙事詩第3章の楽曲「Blind Justice 〜 Torn souls, Hart Faiths 〜」。
14歳。マタンの双子の弟。
ゼクトバッハ叙事詩の舞台となる世界、アリア・テ・ラリアにおいて世界の覇権を握る大国ノイグラード王国では古来より男性のみに王位継承権が与えられていた。ノクスもまた、王位を継ぐ男子として生まれ国の王となるべき人物だった。しかし国の実権を掌握する王国の一機関、アギオナが突如制定した国家女王制により国の繁栄を司るトリスアギオンの教義に背く存在として捨てられた。腐り果てた国家に幻滅し国を捨てた近衛兵隊筆頭、アドフークによって保護されて成長していく中で見せかけの繁栄の下で苦しむ者たちの姿を目の当たりにし自身もまた大切な人々を次々と失ったことから王国に対し強い憎しみを抱くようになる。そして王国の頂点に立つ女王という存在である実の姉、マタンを排除することが己の正義であるとみなし反乱軍の頭目として蜂起する。
『pop'n music 16 PARTY♪』に楽曲と共に登場している。
マタン・カトルセ（Matin Catorce）
声：名塚佳織（zektbachセカンドアルバム豪華版付属のドラマCD）
初出は『beatmania IIDX 14 GOLD』のゼクトバッハ叙事詩第3章「Blind Justice 〜 Torn souls, Hart Faiths 〜」。
14歳。ノクスの双子の姉。
ノイグラード王国と東の王国アゼルガットとの戦争終結後、国の実権を掌握する王国の一機関、アギオナが制定した国家女王制により幼くして国始まって以来の女王となった。しかし建国以後700年の歴史を経る内に王国の歴史を支えてきた神器トリスアギオンの力は権力者たちの欲望によって利用されるようになっており、王国はアギオナによって意のままに動かされる傀儡国家と成り果てていた。そのことも知らず、アギオナの監視下に置かれながらも民の祝福によって幸福な暮らしを送ってきたマタンだが、次第にどこか遠くにいる身も知らぬ血を分けた弟の存在を意識するようになる。
『pop'n music 16 PARTY♪』に楽曲と共に登場している。彼女はノクスの2Pカラー（色替え状態）として登場する。
マルクト
初出は『beatmania IIDX 16 EMPRESS』のゼクトバッハ叙事詩第5章「Turii 〜Panta rhei〜」。
菊桃（きくもも）
初出は『beatmania IIDX 14 GOLD』の「花吹雪」。
SigSig
初出は『beatmania IIDX 12 HAPPYSKY』の「SigSig」ではなく、『beatmania IIDX 11 IIDX RED』の『HORIZON』。また、『beatmania IIDX 16 EMPRESS』の「smooooch・∀・」にも登場する。楽曲発表時にはキャラクター設定が無かったが、『pop'n music 16 PARTY♪』へ楽曲とキャラクターが移植された際に曲名と同じ「SigSig」という名が付いた。IIDXでBad/Poor時にデフォルメキャラクターが転倒するミスレイヤーが存在するのだが、この行為に「ズコー」という名前が付いたのも『pop'n music 16 PARTY♪』である。
ヴァネッサ・ド・ヴェルデ伯爵（Vanessa de Verdet）
初出は『beatmania IIDX 14 GOLD』の「VANESSA」。ムービーに登場する肖像画。また、『beatmania IIDX 15 DJ TROOPERS』の「Anisakis -somatic mutation type "Forza"-」にも登場する。

### shioによるキャラクター
ここではshioによるキャラクターについて解説する。

#### キャラクターの設定
アンネース（hannes）
声：能登麻美子（zektbachセカンドアルバム豪華版付属のドラマCD）
初出は『beatmania IIDX 13 DistorteD』のゼクトバッハ叙事詩第4章「Apocalypse 〜 dirge of swans」。
16歳。奇跡の水ルルドによって繁栄を極める楽園の島ファラリエンに生まれた少女。
かつてノイグラード王国に原因不明の疫病が蔓延し、病に冒されたことを理由に大勢の人間が船に乗せられ外海へと追放された。彼らはたどり着いた無人島で不思議な力を持つ湧き水を発見しその力によって病気が完治したことから水を汲み上げるために作った井戸を「ルルド」と名づけ、以後ルルドのもたらす様々な奇跡の恩恵を授かることになった。ルルドの水を飲んだ処女の女性が妊娠し子を産み落としたことが、その最たるものであった。ルルドのもたらす力は人智を超えた存在がもたらすものと見做され、ルルドを崇める独自の宗教が立ち上がる。
みなしごとなって修道院に預けられ、ルルドの神の敬虔な信徒、最も神に近い存在として島民に慕われながら穏やかな暮らしを送っていた。
しかしある時、ルルドの水が枯れ果てると共に下された神の啓示の下、アポカリプスソードを授けられ、盲目的な奇跡に執着する人間達を罪びととして裁くという重い使命に苦悩することとなる。
『pop'n music 15 ADVENTURE』への原曲のアレンジ移植に伴ってゲスト出演した。叙事詩の物語はこちらにも付随しており、原曲版の物語から年月が経過した頃の話という位置づけである。
なおデザイナーの名義はIIDXではMichael=Kerorich、ポップン版ではミカエル=ケロリッチとなっている。
その後MAYAによってリファインされ、『beatmania IIDX15 DJ TROOPERS』の楽曲「Ristaccia」のムービーにも出演している。
シャムシール（Shamshir）
初出は『pop'n music 14 FEVER!』のゼクトバッハ叙事詩第1章の楽曲「シャムシールの舞」。

デザイン名義はshio。その後MAYAによってリファインされ、『beatmania IIDX15 DJ TROOPERS』の楽曲「Ristaccia」のムービーにも出演している。
詳細はpop'n musicの登場キャラクターを参照。

## シリーズ

### アーケード版

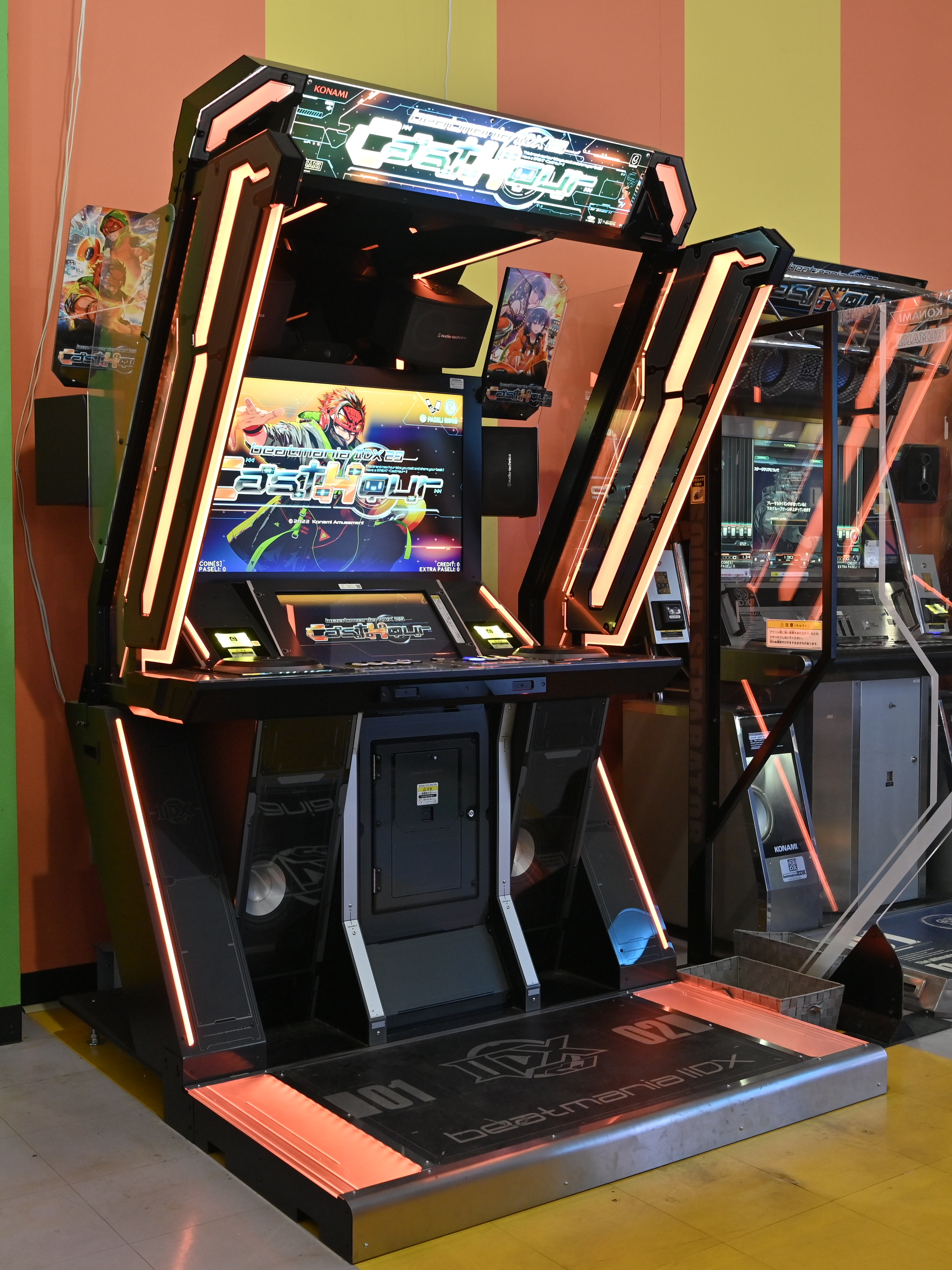
beatmania IIDX 29 CastHour
日本版のLIGHTNING MODEL筐体
ライティングはアクセントカラーのオレンジに染まっている

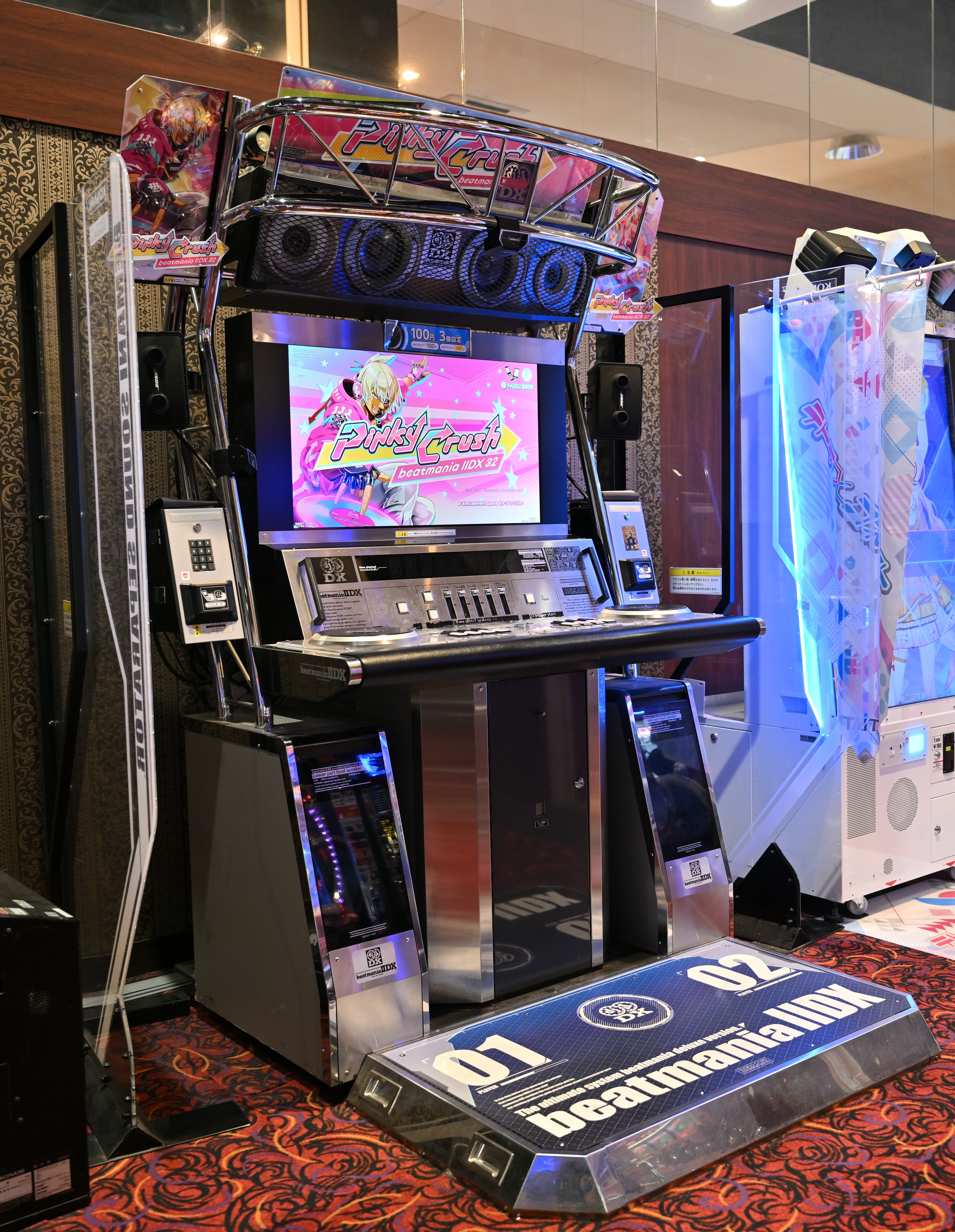
beatmania IIDX 32 Pinky Crush（日本版の従来筐体）

beatmania IIDX（1999年（平成11年）2月26日稼働開始）
シリーズ第一作。キャッチフレーズは「時代を震わす鼓動を刻め!!」「1999 THE END OF MILLENIUM "ビートのモンスター"始動!!」
beatmania IIDX substream（サブストリーム、1999年（平成11年）7月27日稼働開始）
キャッチフレーズは「The next respect」。
『1st Style』の低迷を受けて急遽制作されたマイナーチェンジモデルであり、『Dance Dance Revolution』との連動キット「CLUB VERSION2」が採用されている（2nd styleまで継承）。
beatmania IIDX 2nd style（1999年（平成11年）9月30日稼働開始）
キャッチフレーズは「譜面（ビート）の向こうへ駆け抜けろ。」。
本作品から、オプションに「HI-SPEED」を追加。
beatmania IIDX 3rd style（2000年（平成12年）2月25日稼働開始）
キャッチフレーズは「WELCOME TO THE CYBER-beat-NATION」。
現在のNORMAL譜面の礎となるLIGHT7/LIGHT14譜面が登場。
オプションに「SUDDEN」を追加。
beatmania IIDX 4th style（2000年（平成12年）9月28日稼働開始）
キャッチフレーズは「TRIP THE DEEP」。
オプションに「EASY」を追加、EXPERTのコースに筐体選曲ランキングコースが登場。
beatmania IIDX 5th style（2001年（平成13年）3月27日稼働開始）
キャッチフレーズは「IIDX FOR THE NEW CENTURY」。本作が「21世紀最初に稼働開始したbeatmania IIDXのバージョン」となり、これに伴いシリーズ共通キャッチフレーズは「次世代」を意味する『The next generation beatmania deluxe version.』から、「究極のシステム」を意味する『The ultimate system beatmania deluxe version.』に変更された。
HI-SPEEDが3段階になる。
オプションに「AUTO-SCRATCH」を追加。
このバージョンに限り、難易度がレベルとともに漢字で併記された（LEVEL 1から順に「入」→「習」→「練」→「試」→「修」→「轟」。なお、MAXレベルのLEVEL 7では「極」と「禁」に分かれていた）。
beatmania IIDX 6th style（2001年（平成13年）9月28日稼働開始）
キャッチフレーズは「艶～THE PRIMARY VIVID IIDX」
曲ごとにオプションが選択できるようになる。オプションに「HARD」を追加。
画面中央の動画ソースとして使われるビデオディスクが変更され、本作でビデオCDからDVDビデオにグレードアップ。
初めて判定文字のデザイン変更が行われた。PERFECT GREAT判定は青、白、赤、青…と三色が交差して光る。
beatmania IIDX 7th style（2002年（平成14年）3月27日稼働開始）
キャッチフレーズは「JEWEL SHOWER」。
プレーモードに「段位認定」を追加。EXTRA専用曲は初代からあったが、今作以降からONE MORE EXTRA STAGE専用の楽曲が追加されるようになる。
5KEYSモードがオプションになった。
beatmania IIDX 8th style（2002年（平成14年）9月27日稼働開始）
キャッチフレーズは「Break the Future!」。本作がTwinkle基板で稼動した最後のタイトル。
beatmania IIDX 9th style（2003年（平成15年）6月25日稼働開始）
歴代のIIDXのバージョンで唯一キャッチコピーが設定されていない。
本作で基板変更が行われ、PCB基板で稼動する最初のタイトルとなった。ネットワーク接続に対応したことによりe-AMUSEMENTに対応。インターネット回線と磁気カードを使って全国の筐体から各プレーヤーのプレーデータを記録するようになった。これ以降アップデートや要素の解禁などもオンラインで行われるようになる（10th styleまではオフライン用のバージョンも用意されていた）。
beatmania IIDX 10th style（2004年（平成16年）2月18日稼働開始）
キャッチフレーズは「「十」代重ねるビートの血脈。「重」く響き渡る脈動。「充」たされるBLOOD。」。HDD・ライセンスキー・タイトルパネル・インストの交換キットに加えて、本作から新たに筐体POPが加わった。
beatmania IIDX 11 IIDX RED（ツーディーエックスレッド、2004年（平成16年）10月28日稼働開始）
キャッチフレーズは「赫(あか)に、染まりな。」「IIDX -Revolutionary Energetic Diversification version-」。HDDとライセンスキーのバージョン表記は「E11」。
この作品から、家庭用移植曲を含めた新曲のシングルプレー譜面全てにANOTHER譜面が用意されるようになった。
本作からタイトルの付け方が変化し、シリーズ何作目かを示す番号の後ろに作品ごとのテーマがつけられるようになった。
e-AMUSEMENTを通してプレー中に他のプレーヤーのスコアと比較する「スコアグラフ」機能が追加。
難易度表記が8段階表記から、実質9段階表記に変更（それにより、表記上の最高難易度が8から8+（光っている8）に変更された）。
HARD適用時や段位認定・EXPERTで30%補正が追加。
クリアランプに「HARD CLEAR」が追加。このバージョンからHARDオプションの仕様が変更された。
HI-SPEEDが4段階になる。
 beatmania IIDX 12 HAPPY SKY（ハッピースカイ、2005年（平成17年）7月13日稼働開始）
キャッチフレーズは「Just Got Splash Beats!」。テーマは「清涼感溢れる夏空」。
譜面の名称をNORMAL・HYPER・ANOTHERに変更。
オプションにコアユーザー向けの+（SUDDEN+とHIDDEN+）を追加。
難易度表記が8段階表記（実質9段階）から12段階表記に変更、ANOTHERにも難易度表記が付くようになる。
HI-SPEEDが0.5刻みになる。
beatmania IIDX 13 DistorteD（ディストーテッド、2006年（平成18年）3月15日稼働開始）
キャッチフレーズは「轟響」。テーマは「ハードコア」。
エントリーカードが磁気カードから非接触式ICカードe-AMUSEMENT PASSへ変更。
前作までの選曲画面では、プレースタイルに関係なくSP HYPERの基準が適用されていたが、今作よりダブルプレーはDP HYPERの難易度を基準にするよう変更された。
HI-SPEEDに4.5と5.0が追加。初の特殊フォルダーであるCARDINAL GATEが登場した。
段位認定モードに、「十段」合格者のみが挑戦できるさらに上の段位「皆伝」が登場。
beatmania IIDX 14 GOLD（ゴールド、2007年（平成19年）2月21日稼働開始）
キャッチフレーズは「Are You Ready Come on! It's Party Time!」。「金色が放つ壮麗な煌びやかさ」が表す通り、兎にも角にもゴージャス感を前面に押し出した煌びやかなデザイン。イメージソングとして 「GOLD RUSH」が実装。
筐体にはVEFXにPITCHが追加され、VEFXボタンを押してPITCHにあわせると左端のスライダーを+4度〜-4度の範囲でピッチシフトを切り替えられるようになった。
クリアランプに「ASSIST CLEAR」が追加。
本作まではオフラインで稼働させても全解禁状態の維持が可能。
beatmania IIDX 15 DJ TROOPERS（ディージェイトゥルーパーズ、2007年（平成19年）12月19日稼動開始）
キャッチフレーズは「「撃鉄（トリガー）」は引かない。「戦律（せんりつ）」を打て。」。
イメージテーマは「プレーヤー同士の白熱した戦いを喚起させる迷彩色」。
本作からはオフラインで稼働する際はbeat#1固定となる。
beatmania IIDX 16 EMPRESS（エンプレス、2008年（平成20年）11月19日稼働開始）
キャッチフレーズは「超(ちょう)、頂(ちょう)、蝶(ちょう)、煌(きらめ)く―。」。タイトルの「EMPRESS」は女帝を指す。鮮やかなピンクを基調に、女性の持つパワーや華やかさをテーマとしてデザインされている。
ゲームプレーモードに「HAZARD」を追加。
タイトル前のオープニングムービーが廃止され、即座にタイトル画面になるようになった。
この作品から、新曲のダブルプレー譜面全てにANOTHER譜面が用意されるようになった。
ターンテーブルのディスクが新調され、網目状の凹凸が付いた形状のシートが貼り付けられるようになった。
beatmania IIDX 17 SIRIUS（シリウス、2009年（平成21年）10月21日稼働開始）
キャッチフレーズは「音条の響、光条の輝。」。また本作からIIDXシリーズ共通キャッチフレーズが復活した。HDDとライセンスキーのバージョン表記は「JDJ」。
地球から見える最も明るい恒星「シリウス」をイメージに捉え、銀色を基調としたスタイリッシュ且つメタリックなデザイン。ゲームプレーモードに「PARTY」「LEAGUE」を追加。ノートの種類に「チャージノート」「バックスピンスクラッチ」を追加。稼動途中の2010年（平成22年）3月8日よりjubeatとの連動で一部jubeat収録楽曲が移植され条件を満たすとプレー可能となった。
beatmania IIDX 18 Resort Anthem（リゾートアンセム、2010年（平成22年）9月15日稼動開始）
キャッチフレーズは「Blaze through the resort party!」。テーマは「リゾート」。オレンジを基調とした南国風なデザイン。
新たにコナミ電子マネーPASELIに対応、ゲームプレーモードにPASELI専用の「PREMIUM FREE」を追加。
稼働途中に「STORY」モードが追加。
2011年（平成23年）3月11日から開催された APPEND FESTIVAL において、jubeat knitと同年7月14日から開催された新たなBEMANI連動サービス『Lincle LINK』第1弾においてREFLEC BEATとそれぞれ連動した楽曲解禁が行われた。
beatmania IIDX 19 Lincle（リンクル、2011年（平成23年）9月15日稼動開始）
キャッチフレーズは「可憐（ラブリー）×響音（ドライブ）＝新連鎖（ニューリンクル）。」。本作が2代目PCBで稼動した最後のタイトルとなる。テーマは「コミュニケーション」。水色を基調とした未来的なデザイン。
GAUGEオプションに「EX HARD」を追加。
ゲームプレーモードに「FREE PLUS」「STEP UP」を追加。
プレーヤーの分身となるアバターキャラ「クプロ」が今作から追加。
また「HELP BUTTON」「MUSIC PREVIEW」といった新機能が搭載。
エンディングやスコアランキング、ゲームオーバー時の筐体のマーキー領域内での「GAME OVER」表示などが廃止。
タイトルの「Lincle」にあるように連結・連動をテーマにしており、jubeat copiousやREFLEC BEAT limelightとの連動企画であるLincle LINKが前作から引き続き行われており、本作稼働開始と同時にLincle Link第2弾が開催。以後第3弾、第4弾と行われ、最終的に第5弾まで行われた。
beatmania IIDX 20 tricoro（トリコロ、2012年（平成24年）9月19日稼働開始）
キャッチフレーズは「輪音転奏（Next Link Various Tunes Change The World [TRI] For The Future !!!）。」。
本作がIIDXシリーズの20作目記念タイトルとなった。タイトルの「tricoro」にあるように「トリコロール」をテーマにしており、白＋赤・黄・青の原色をイメージカラーとし、それぞれの色に対応した3大イベントが順次開催された。
この作品以降から「e-AMUSEMENT Participation」対応機種となり、オフライン稼動専用のキットが用意されない限りオフラインで稼働することは基本的に不可能。AMUSEMENT Participation機種と違い、日本ではDVDメディア、海外ではUSBメモリでのアップデートが必要なため、tricoro以降の作品でもオフライン稼働している店舗が少数であるが存在するが、この場合は必然的に隠し要素は全て未解禁状態となる。
本作がIIDXシリーズで最初の「e-AMUSEMENT Participation」対応タイトルとなる。
beatmania IIDX 21 SPADA（スパーダ、2013年（平成25年）11月13日稼動開始）
キャッチフレーズは「鍵士とは、叩っ斬ることと みつけたり。」。タイトルの「SPADA」は剣士を指す。
本作は厨二病とダーク・ファンタジーをテーマにデザインされた演出やビジュアルが特徴的。イメージカラーは黒と赤。
リザルト画面が大きく改良。
tricoroでは隠し表示だったFAST/SLOW判定数表示が正式表示に。
楽曲を途中で失敗・終了させると「DEAD POINT」（途中終了した時点でのノーツ数や小節数）が表示されるようになった。
プレースタイル（シングルプレー・ダブルプレー）の選択が曲ごとに行えるようになる。作品発表公開公式生配信内でこれを「オープンユアワールド」と称していた。
2014年（平成26年）4月23日のアップデートでクレジットプレーとPASELIプレーで差別化が図られた。
beatmania IIDX 22 PENDUAL（ペンデュアル、2014年（平成26年）9月17日稼働開始）
キャッチフレーズは「時、行き交う。弐つの振音」で、「時」をテーマにデザインされた演出やビジュアルが特徴的。
画面・システムサウンド等のテーマも「現在」「未来」の2種類用意され、日によって入れ替わる。また該当テーマが設定されている日しかプレーできない専用楽曲もある。
今作からプロデューサーがKAGEからDJ YOSHITAKAに交代。

beatmania IIDX 23 copula (コピュラ、2015年（平成27年）11月11日稼働開始)
キャッチフレーズは「毎日が、輝く自分への始発駅。」テーマは「電車、列車」「繋がり」。イメージカラーは黄メインに青のアクセント。
ノートの種類にHELL CHARGEが新しく追加。
ASSISTED EASYといった新オプションやMOVIE PREVIEWが実装された。
段位認定ではダブルプレーも3曲から4曲に設定され、シングルプレーと同様に七級と六級が追加された。また、十段と皆伝の中間の段位として「十段」合格者のみが挑戦できる「中伝」が新設された。
またEX段位認定や、MIRROR段位も通常通りプレーすることが可能となった。段位選択画面からVEFXボタンを操作することで通常段位、EX段位、MIRROR段位、EX MIRROR段位の順に切り替わる。
beatmania IIDX 24 SINOBUZ（シノバズ、2016年（平成28年）10月26日稼働開始）
キャッチフレーズは「この音色、世に忍BUZZ（ばず）。」。本作が3代目PCBで稼動した最後のタイトルとなる。テーマは「忍者」であるが、外国から見たやや勘違いされた忍者観をイメージしている。イメージカラーは黒。
PENDUALのデュアルバージョンを発展させた「遁術システム」が追加される。曜日の和名の元になった五行･陰陽(陽・陰・火・水・木・金・土)がそれぞれの曜日に対応しており、曜日ごとにシステムBGMや選曲画面、特殊効果（特典）が変化する。
HAZARDモードでしか確認できなかったFULLCOMBO RATEが常駐化、CLEAR RATEとFULLCOMBO RATEが小数第一位まで表示されるようになる。

beatmania IIDX 25 CANNON BALLERS （キャノンボーラーズ、2017年（平成29年）12月21日稼働開始）
キャッチフレーズは「『音』束に乗れ！享『楽』のレコードライン！」。テーマは「レース（モータースポーツ）」。イメージカラーは白地に赤と緑の三色で、いわゆるカストロールカラーないしアリタリアカラーをイメージした配色になっている。
SINOBUZの「遁術システム」が「曜日ボーナス」としてリニューアル。曜日ごとに特殊効果（特典）が変化する。
システムボイスはKONAMI Arcade ChampionshipでMCを務める森一丁が担当。
エフェクターシステムは、VEFXのパターンが全9種類と大幅に増加。PITCHエフェクトは削除された。
筐体上部と左側にカメラが取り付けられ、選曲画面から設定することでプレー中に手元を映したりプレーヤーの顔を映すことができるようになった。
ロケテストは8月4日から2日間を予定していたが、Twitter上で来場者に対する傷害を示唆する書き込みがあったことを受け2日目の開催が中止される事態になった。
beatmania IIDX 26 Rootage （ルーテージ、2018年（平成30年）11月7日稼働開始）
キャッチフレーズは「ギラつく音で 超えて行け！」。本作がIIDXシリーズ20周年記念タイトルとなった。テーマは「音楽の図書館」。黒と黄色をベースに赤と青が差し色のシックなカラーデザイン。
ゲームログイン・ログアウト時のシステムボイスがゲームキャラクターに変更される。
筐体付属のカメラが二次元コードの読み取りに対応。二次元コードとして生成したプレイリストの登録・共有や、 二次元コードによる特典の受け取りも行えるようになる。
本作からtricoro以来となるオプションの大幅な見直しが行われ、初心者に向けてはハイスピードオプションの刷新や、「ここからスタート」機能など、プレーをアシストする新機能を搭載。ビギナーオプションではオプションウィンドウからハイスピードを変更できるようになった。
通常オプションでは5KEYSオプションが廃止。
店内のプレーヤーを相手に争う「辻斬りバトル」が導入。
本作からSTEP UPの大幅な仕様変更が行われ、全プレー終了時にまれに手に入る「STEP UP4曲チケット」の追加により、次回STEP UPプレー時にチケットを消費して4曲保障となる。プレーしたことのある段位認定の課題曲を段位認定ゲージで挑戦でき、更にVEFX+EFFECT+テンキーでスタート時のゲージ残量を指定できる「模擬試験フォルダ」の導入。
本作は邦楽やアニソンなどの著名楽曲をアレンジ・カバーした曲を「IIDX EDITION」としてジャンル化。

本作のオンライン稼働終了（HEROIC VERSE稼働開始）後、従来筐体向けのオフライン稼動専用のキットが、新筐体『LIGHTNING MODEL』を導入した店舗向けに販売された。
beatmania IIDX 27 HEROIC VERSE （ヒロイックヴァース、2019年（令和元年）10月16日稼働開始）
キャッチフレーズは「NOW, IT'S TIME OF BE A HERO. (さぁ、英雄（ヒーロー）になる時間だ。)」。本作が「令和最初に稼働開始したbeatmania IIDXのバージョン」となった。テーマは「ヒーロー」。イメージカラーは紫と白メインに黄色のアクセントで、筐体ライティングは紫。
エントリー時にEFFECTボタンで日本語・英語・韓国語の三か国語からシステム言語を選べるようになった他、公式サイト上で今日のイチオシ対象曲が提示されるようになった。
難易度選択のリニューアル。これにより難易度はBEGINNER、NORMAL、HYPER、ANOTHER、LEGGENDARIAの順に表示されるようになる。但しLEGGNNDARIAを選曲するには従来通りVディスクが必要となる（Vディスクの消費が基本4枚へ減少）。
譜面傾向の新指標「ノーツレーダー」の導入。譜面データを解析して譜面傾向を可視化できるようになった。
ハイスピード機能の拡張。Rootageで仕様変更されたハイスピードは「ノーマルハイスピード」の正式名称が与えられ、これを10段階から20段階に拡張。フローティングハイスピードの鍵盤による速度変更を0.5刻みから0.25刻みに微細化。ノーマルハイスピード、フローティングハイスピード共により細かな速度調整を可能にした。更にCANNON BALLERSまでの標準だったハイスピードを「クラシックハイスピード」の名称で復刻。
判定タイミング調整機能の強化。これにより調整幅を0.1刻みから0.05刻みに微細化。より細やかな判定調整を可能にした。
新オプションとして「M-RAN」も実装。

本作より新筐体『LIGHTNING MODEL』が登場。2019年（令和元年）12月16日より順次稼働開始した。
beatmania IIDX 28 BISTROVER （ビストローバー、2020年（令和2年）10月28日稼働開始）
キャッチフレーズは「召しませ、全世界曲（フルコース）。 」。本作は「グルメ」・「旅」をテーマにデザインされた演出やビジュアルが特徴的 。イメージカラーは青と黄色のメインに黄緑のアクセントで、筐体ライティングは青（アクアブルー）。
本作をもって20万点スコアが廃止された。
ステージリザルト画面のリニューアルにより、CLEAR TYPE・DJ LEVEL・SCORE・MISS COUNT・ターゲットスコアの表示が大きくなった。また判定結果は各数値がこれまでより小さく表示される代わりに円グラフで可視化できるようになり、FAST/SLOWの表示形式も従来までの数値に加えて棒グラフで可視化できるようになっている。
beatmania IIDX 29 CastHour （キャストアワー、2021年（令和3年）10月13日稼働開始）
キャッチフレーズは「 流れる音で（ストリーム）、時に乗れ（ライディング）。  」。
本作のテーマは「CH（チャンネル）」。イメージカラーは灰色と紺色ベースにオレンジ色のアクセント。
複数のBSSが繋がった状態でレーンに落ちてくるマルチスピンスクラッチ（MSS）を実装。始点ノーツからターンテーブルを回し続け、中間ノーツのタイミングで回す方向を反対に切り替えながら、そのままターンテーブルを回し続ける。
HBSSの仕様変更。COMBO BREAKE後もターンテーブルを回し続けないとミスが出続けるが、従来までは回す向きは問われず、押し引きしてもミスが出なかった。これを本作からは回す方向を変える度にミスが出るようになるように変更された。
プレミアムエリアから選択する日本版のLIGHTNING MODEL筐体限定機能として、プレー料金とは別に追加料金を支払うことで、特定の配置でプレーできる「ランダムレーンチケット」を10枚単位で引けるランダムレーンガチャを実装。
判定調節機能拡張により、プレー中に判定位置を自動調節する「判定タイミング自動調整機能」を導入。設定をオンにすることで、プレー中のFAST/SLOW割合を基に、楽曲プレー中に自動的に判定タイミングが調整される。
ベストスコアの使用オプション表示によりスコアグラフの下に使用オプションが表示されるようになった。
LIGHTNING MODEL限定で、楽曲の人気ランキングが分かるヒットチャートがプレミアムエリアに追加。
beatmania IIDX 30 RESIDENT（レジデント、2022年（令和4年）10月19日稼働開始）
キャッチフレーズは「丗(30)奏、主役の血統(レジデントDJ)は、進化を止めない。」。タイトルの「RESIDENT」は居住者、在住者を指す。本作がIIDXシリーズの30作目記念タイトルとなり、beatmaniaシリーズ全体の原点である「DJ」がテーマに採用。イメージカラーは水色メインに水晶やガラスの多面体を彷彿とさせるプリズムの様な虹色がアクセントで、筐体ライティングは水色（アクアグリーン）。
画面解像度がHD（1280x720）からフルHD（1920x1080）に向上し、従来のシリーズと比較して比率が2倍強にアップ。これに伴いゲーム画面全体を刷新。フルHD化によりムービー等のグラフィック全般の品質向上が図られた。
楽曲の譜面傾向が分かるノーツレーダーの機能を拡張。
クリアランプ可視化機能により、カテゴリ内楽曲のクリアランプの状況が可視化されるようになった。
判定タイミング表示を鍵盤とスクラッチで分割して表示できるようになる判定タイミング分割表示機能を実装。詳細オプションから設定することで使用可能。
BPL BATTLEモードに搭載された優勢劣勢グラフが通常リザルトにも実装。ペースメーカーや平均系などのターゲットスコアとのプレー中のスコア差分やライバルとの比率を確認できる。
beatmania IIDX 31 EPOLIS（エポリス、2023年（令和5年）10月18日稼働開始）
キャッチフレーズは「光る近未来都市。鳴らせ新時代。(LIGHTNING EPOLIS. PLAY THE NEW ERA.)」。テーマは「近未来都市」。イメージカラーは蛍光イエローで、筐体ライティングは黄色。
楽曲フィルター機能が追加され、楽曲が探しやすくなったり、LIGHTNING MODELのプレミアムエリア内でプレーカスタマイズが可能になったりした。
また、PASELIのプレミアムスタートの料金がノーマルスタート料金+20%だったのが30%に値上げされた（元々120円だった場合130円に）。
2024年（令和5年）5月31日にユニット「ツユ」のぷすが殺人未遂で逮捕されたため影響を考慮し6月6日の定期メンテナンス後にIIDXを含むBEMANIシリーズ全筐体でツユやぷすが関わっている楽曲が全削除された。
beatmania IIDX 32 Pinky Crush（ピンキー・クラッシュ、2024年（令和6年）10月9日稼働開始）
最新作。キャッチフレーズは「ハイパーチューンのビートでアガれ！」。イメージカラーはピンクで、筐体ライティングもピンク。
BPL（ビーマニプロリーグ） S4のYouTubeLive配信内で発表され、同月26日から2日間のロケテストが行われた。
beatmania IIDX 33 Sparkle Shower (スパークルシャワー)
次回作。
2025年（令和7年）6月20日から6月22日にかけロケテストが開催された。稼働開始日は未定。

### PC版オリジナル
beatmania IIDX INFINITAS（インフィニタス、2015年（平成27年）12月1日正式サービス開始）
EMPRESS+PREMIUM BEST以来、6年ぶりとなる家庭用。e-AMUSEMENT CLOUD(現コナステ)タイトルのサービスで展開。
アーケードでは削除されプレイ不可能となった楽曲も収録される事があり、楽曲によってはアーケードでの新規譜面とINFINITASでの旧譜面が混在する楽曲も存在している。

### モバイル版オリジナル
beatmania IIDX ULTIMATE MOBILE（アルティメットモバイル、2019年（令和元年）12月9日正式サービス開始）
JAEPO2019で参考出展されていたモバイルバージョン。対応OSはiOS 12.0以降、Android 6.0以降。
タップ操作またはBluetooth対応の専用コントローラでプレイする。
ゲームオプションはアーケード版とほぼ同じ機能を搭載しているが、同時押しアシスト機能や画面のレイアウトを縦画面か横画面に切り替えられる等のモバイル版独自の項目もある。

### 家庭用
beatmaniaシリーズがPlayStationで発売されていたのに対し、こちらはすべてPlayStation 2用ソフトとして発売されている。
タイトルの後ろに☆がついているタイトルは、コナミスタイルにて限定販売の特別版も存在する。
- beatmania IIDX 3rd style（2000年（平成12年）11月2日発売）
- beatmania IIDX 4th style -new songs collection-（2001年（平成13年）3月29日発売）
- beatmania IIDX 5th style -new songs collection-（2001年（平成13年）8月30日発売）
- beatmania IIDX 6th style -new songs collection-（2002年（平成14年）7月18日発売）
- beatmania IIDX 7th style（2004年（平成16年）5月13日発売）[注釈 10]
- beatmania IIDX 8th style ☆（2004年（平成16年）11月18日発売）
- beatmania IIDX 9th style ☆（2005年（平成17年）3月24日発売）
- beatmania IIDX 10th style ☆（2005年（平成17年）11月17日発売）
- beatmania IIDX 11 IIDX RED ☆（2006年（平成18年）5月18日発売）
- beatmania IIDX 12 HAPPY SKY ☆（2006年（平成18年）12月14日発売）
- beatmania IIDX 13 DistorteD ☆（2007年（平成19年）8月30日発売）
- beatmania IIDX 14 GOLD ☆（2008年（平成20年）5月29日発売）
- beatmania IIDX 15 DJ TROOPERS ☆（2008年（平成20年）12月18日発売）
- beatmania IIDX 16 EMPRESS+PREMIUM BEST ☆（2009年（平成21年）10月15日発売）
- beatmania（北米版）（2006年3月28日発売）[注釈 11]

EMPRESS+PREMIUM BEST発売前後に家庭用開発チームの中心的存在であるL.E.D.こと角田利之がブログなどで「今作がPS2では最後」と発言している。『EMPRESS+PREMIUM BEST』はPlayStation 2では最後の作品ながらシリーズ初のディスク2枚組であり、過去に収録された楽曲で人気だったものを再収録。合計収録曲は過去最高の180以上と膨大な曲数になった。

### 携帯電話アプリ版
- beatmaniaIIDX（Ver.1.0.0）

コナミが運営する携帯電話向けゲームサイト「コナミネットDX」内にある、『beatmaniaIIDX』の携帯電話用アプリ版。
アーケード版・家庭用とは違い、容量や携帯電話の仕様の関係で多少の違いがある。
1. ムービーは映像が動かず、数枚の静止画の切り替えになっている（「少年A」など、ちょっとした動画がくわえられている物もある）。
2. 曲の長さは1分前後に短縮。また、基本的に着メロと同様すべてインスト曲化している。
3. ボタンを押しても音は出ず、BGMのタイミングに合わせて押すのみとなっている。
4. 譜面のレベルは「EASY」、「NORMAL」、「HARD」の3段階。
5. ボタンが7つではなく、5つ。ボタンの操作の対応は変更可能。

DJ LEVELが「B」以上（一部「AA」以上）になるとスペシャル画像が表示され、エンディングが流れる。またスペシャル画像は特定の週になると、DJ LEVELに関係なく表示される。
さらに、一部の収録曲では決まった規定に達するとスペシャル画像とは違う隠し画像が表示される。
上記とは別にパチスロ『beatmania』の関連アプリとして、上記とシステムが類似した『beatmania GAMEアプリ』も配信されている。ただし、こちらはスクラッチ+4ボタンとなっている。beatmania (パチスロ)#携帯電話アプリ版も参照。

### パチスロ
タイトルは『beatmania』だが、扱われている題材は『beatmania IIDX』である。